# سفر فضایی (بازی رایانه‌ای)

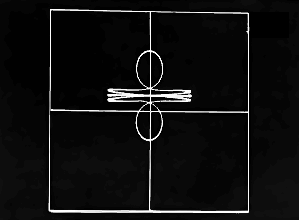
سفر فضایی

سفر فضایی (به انگلیسی: Space Travel) یکی از اولین بازی‌های رایانه‌ای بود که سفر به منظومه شمسی را شبیه‌سازی می‌کرد. توسعه همین بازی بود که باعث توسعه یافتن سیستم‌عامل یونیکس شد. این بازی در ابتدا در سال ۱۹۶۹ توسط کن تامسون برای مولتیکس نوشته شده بود که بعدها آن‌ها را به فرترن نوشت تا بر روی سیستم‌عامل GECOS (سیستم‌عاملی برای ماشین GE) اجرا شود. اما چون اجرای این بازی بر روی این ماشین پر هزینه بود، تامسون تصمیم گرفت این بازی را برای ماشین ارزانتر پی‌دی‌پی-۷ بازنویسی کند.
نهایتاً تلاش برای اجرا کردن این بازی بر روی ماشین پی‌دی‌پی-۷ منجر به طراحی و پیاده‌سازی سیستم‌عامل یونیکس شد. خیلی‌ها این بازی را اولین برنامه کاربردی یونیکس می‌دانند. گاهی به اشتباه ادعا می‌شود که بازی نامرتبط جنگ فضایی! باعث توسعه یونیکس شد اما این ادعا درست نیست و از تشابه اسمی این دو بازی به وجود آمده‌است.